# Arboreto

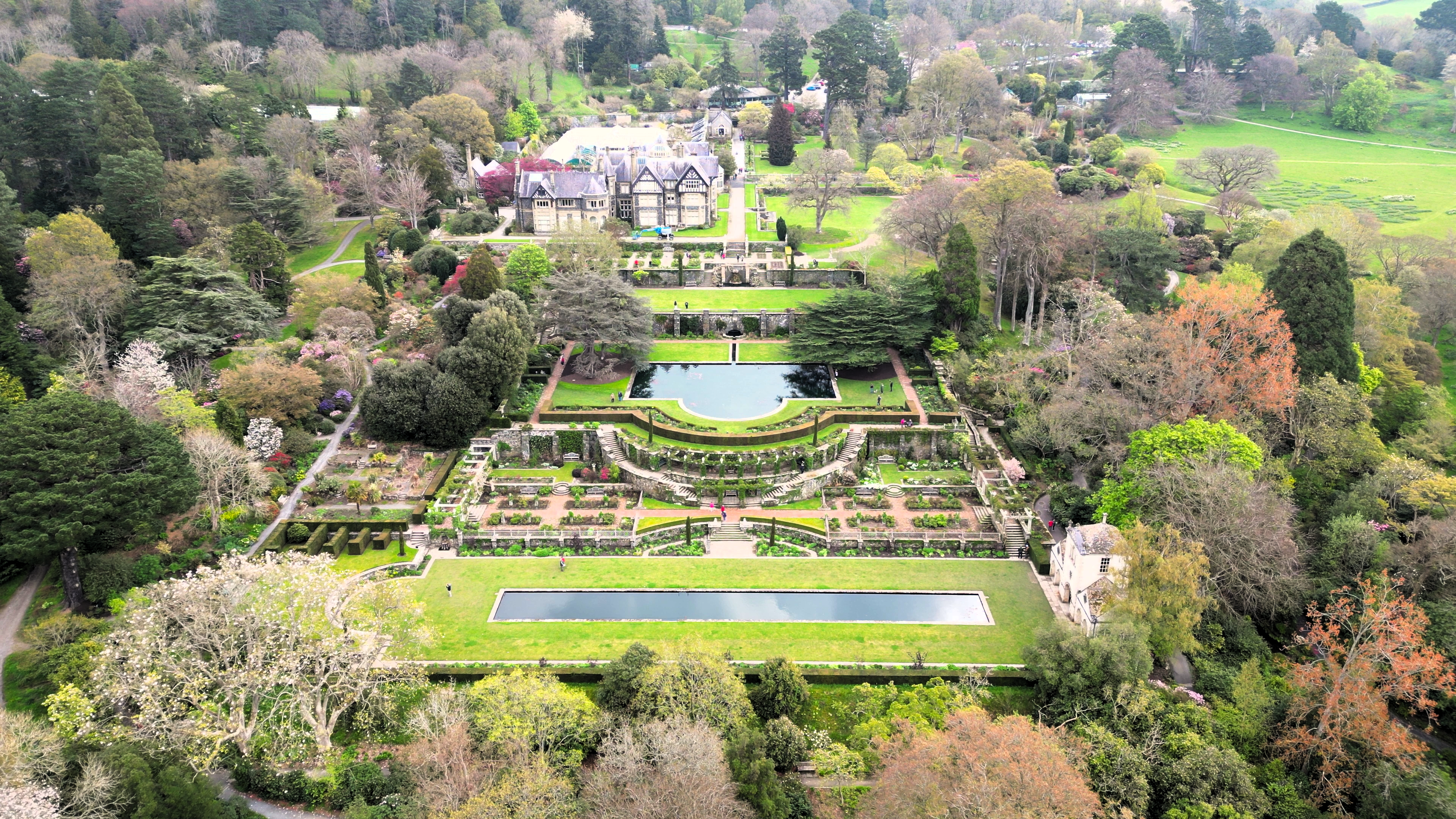
Jardín de Bodnant en Gales.

Un arboreto o arboretum (del latín arborētum) es un jardín botánico dedicado primordialmente a árboles y otras plantas leñosas, que forman una colección de árboles vivos con la intención al menos parcialmente de estudiarlos científicamente. Por ejemplo, un arboreto que está especializado en coníferas se conoce como un pinetum. Muchos de los arboretos son también arboledas, un término más amplio que incluye la mayor parte de los terrenos boscosos de tamaño menor al de un bosque, por lo que en español muchas veces los dos términos son intercambiables.

## Historia
El término «arboretum» se usó por vez primera en inglés por J. C. Loudon en 1838 en su libro enciclopédico Arboretum et Fruticetum Britannicum, pero el concepto estaba ya establecido desde hacía tiempo.
El primer arboreto en ser diseñado y plantado fue el Arboretum Trsteno, cerca de Dubrovnik en Croacia. Su fecha de origen se desconoce, pero se tienen noticias de su existencia ya en 1492, cuando se construyó un acueducto de 15 m de envergadura para irrigar el arboreto; este acueducto aún hoy está en uso. Fue creado por la prominente familia local Gučetić/Gozze. Sufrió dos grandes desastres en la década de 1990; a pesar de ello dos antiguos y únicos Platanus orientalis permanecen en pie.

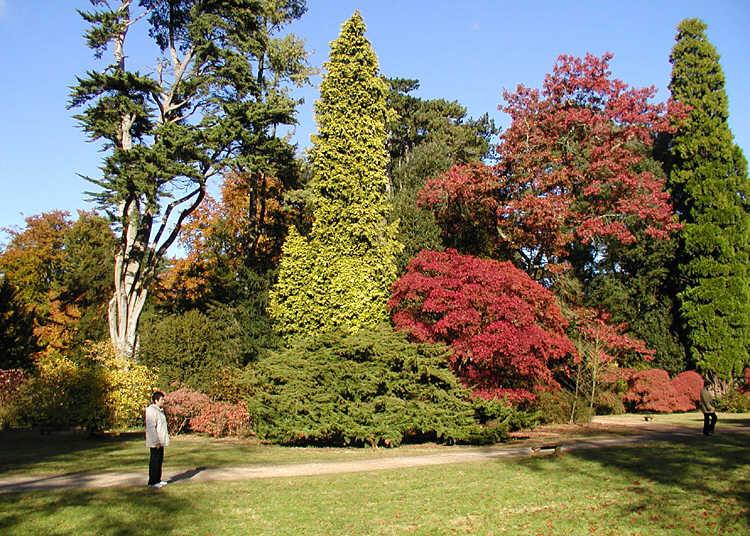
Los colores del otoño en el Westonbirt Arboretum de Gloucestershire, Inglaterra.

El Westonbirt Arboretum, cerca de Tetbury, Gloucestershire (Inglaterra), se fundó en 1828 como la colección de árboles privada del capitán Robert Holford en la finca Holford. Holford los plantó en campo abierto, dejándolos crecer antes de reconstruir la casa. Las plantaciones en Westonbirt fueron continuadas por su hijo, George Holford. Finalmente, la finca pasó a manos del gobierno como pago de impuestos de herencias y fue abierto al público. 
El primer arboreto en Inglaterra abierto al público fue el de Derby, legado por J.C. Loudon y donado a los ciudadanos de Derby por Joseph Strutt, el miércoles 16 de septiembre de 1840. En 1859 fue visitado por Frederick Law Olmsted en su gira de reconocimiento de parques europeos, y tuvo una gran influencia en las plantaciones en el Central Park de Nueva York. Loudon escribió un catálogo de los árboles existentes en el Derby Arboretum en 1840; desafortunadamente, la contaminación industrial mató a la mayoría de las plantas originales de 1880, pero van siendo renovadas y replantadas lo más próximo posible a los esquemas originales de Loudon.
El Arnold Arboretum de la Universidad de Harvard en Jamaica Plain, Boston, Massachusetts, es uno de los más antiguos, más extensos y más famosos de los arboretos en los Estados Unidos. Se estableció en 1872 con 107 ha de terreno en la zona de Boston llamada Jamaica Plain y fue dirigido durante muchos años por Charles Sprague Sargent, quien fue designado como primer director del arboreto en 1873 y pasó los 54 años siguientes dando forma a las directrices. Por un acuerdo con la ciudad de Boston, el "Arnold Arboretum" se hizo parte integrante del famoso "Collar Esmeralda", franja de parques y de caminos forestales de 10 km (7 mi) de largo que Frederick Law Olmsted legó al Departamento de Parques de Boston entre 1878 y 1892.

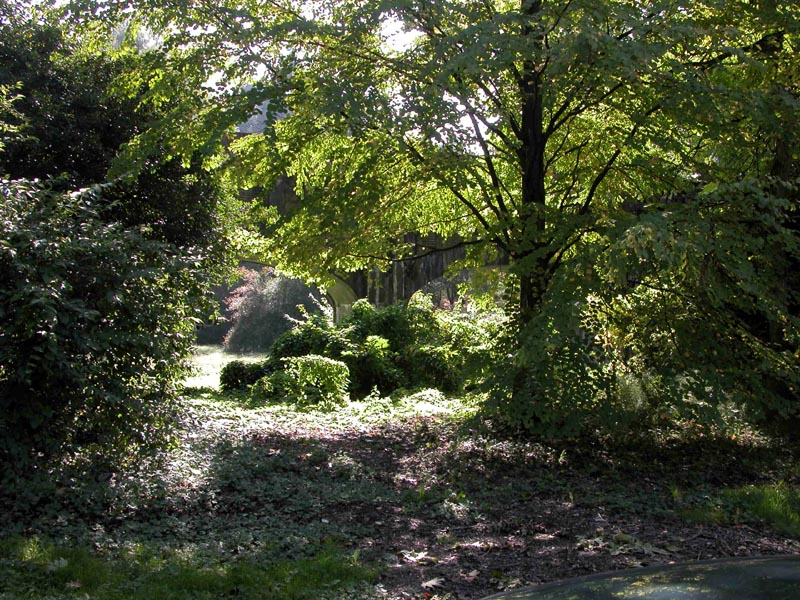
El acueducto de 1911, de la Calle Lynn, en el Washington Park Arboretum de Seattle.

En 1927 el United States National Arboretum se creó en Washington D. C. en un terreno de 180 ha; normalmente recibe al año un promedio de millón y medio de visitantes. Presenta agrupaciones de árboles del mismo género que incluyen manzanos, azaleas, Buxus, Cornus, acebos, Magnolias y arces. Otros ámbitos importantes comprenden colecciones de plantas herbáceas y acuáticas, la colección Nacional de Bonsái y Museo Penjing, las colecciones asiáticas, las colecciones de coníferas, colecciones de plantas nativas, el Jardín de Hierbas Nacionales y los árboles del National Grove con todos los designados como árboles del Estado.
El arboreto de la Universidad de Wisconsin en Madison, Wisconsin es una colección dedicada a la ecología antes que a la sistemática. Fundado en 1930, como un proyecto conservacionista de una cooperativa de ciudadanos empeñados en restaurar una porción de terreno a su estado primigenio. Partes del documental de Naturaleza de Walt Disney The Vanishing Prairie fueron filmadas aquí, especialmente el fuego de la pradera, filmado durante un fuego controlado en el Arboretum.

## Arboretos en el mundo

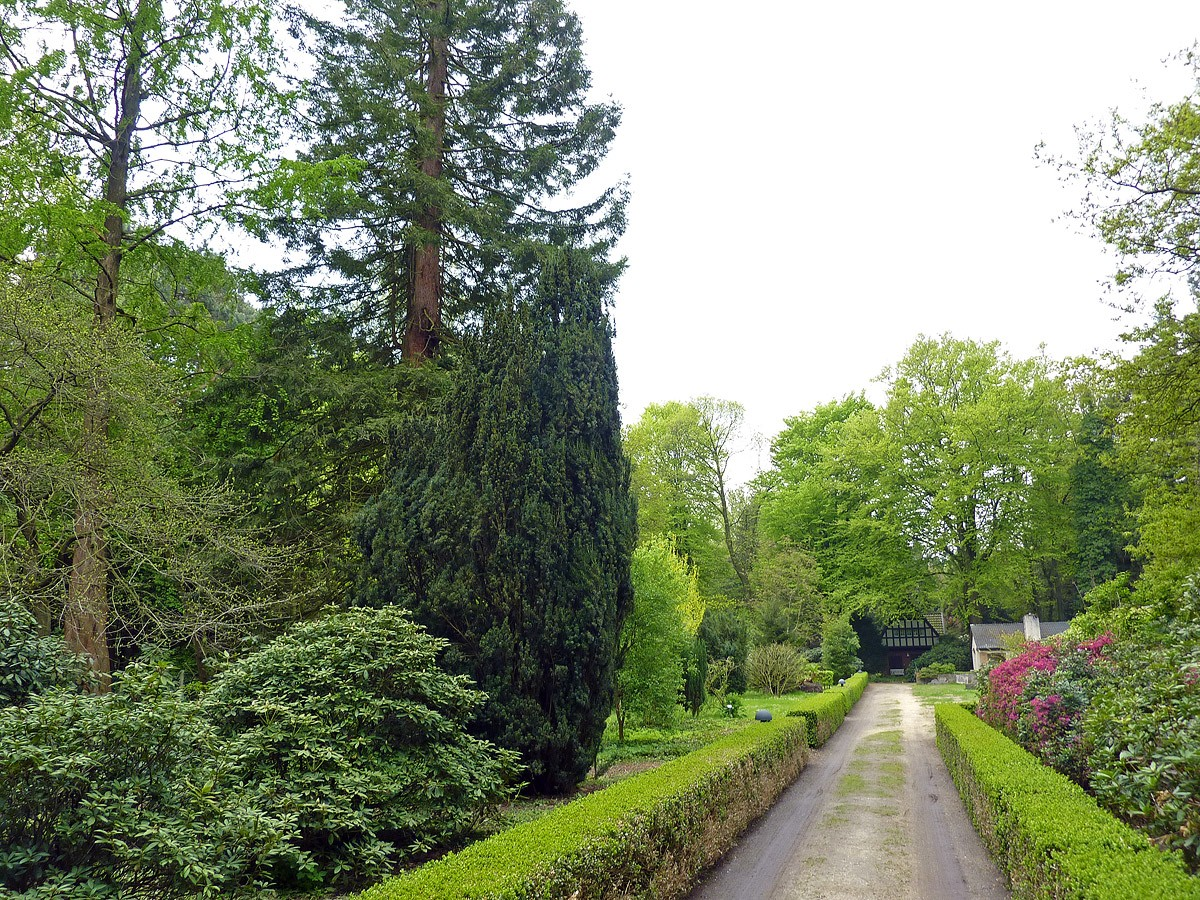
Arboretum Sequoiafarm de Kaldenkirchen (Alemania).

Bedgebury Pinetum cerca de Goudhurst, Kent es una de las más completas colecciones de coníferas en el mundo.
El Arboretum Lussich es uno de los principales atractivos de Punta Ballena (Uruguay), un inmenso y centenario bosque creado por Antonio Lussich. Conviven en perfecta armonía árboles del trópico, del desierto y de la nieve. En 192 ha relevadas, se aprecian 400 especies y 60 nativas. En ese entorno se ubica la que fue su casa y donde se encuentra el museo del azulejo y artes plásticas. Circulando por los caminos y senderos peatonales, uno se siente transportado a distintos lugares del mundo. En la parte más alta se encuentra la glorieta, donde se pueden observar el cerro Pan de Azúcar, el mar y las sierras lejanas.

## Arboretos en España

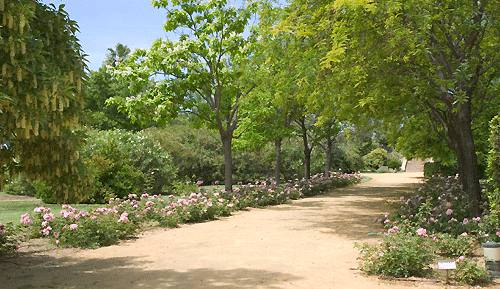
Arboreto del Carambolo en Camas, Sevilla.

El jardín botánico Arboreto Carambolo de 40 000 m² se sitúa en la localidad de Camas vecina a Sevilla y está perfectamente dotado de infraestructura, caminos, bancos, fuentes y placas identificativas, ofreciendo más de 550 especies vegetales a sus visitantes y permitiendo disfrutar de la naturaleza en plena cornisa del Aljarafe Sevillano. Se pueden ver árboles frutales en flor como los melocotoneros, ciruelos, perales, manzanos y naranjos; arbustos como las espireas, forsitias, carolinas y romero, y enredaderas de varias especies, como jazmines, solandra y glicina. Árboles de hoja caduca, algunos también ya en flor como álamos y moreras. Otros de hoja perenne como las acacias, el calodendron y el pino canario se encuentran en una espectacular floración, ofreciendo una espectacular explosión colorista. Además, el arboreto ofrece otros atractivos, al contar con un casi desconocido mirador de Sevilla y del Valle del Guadalquivir, que en los días claros permite divisar Carmona, Morón y la Sierra de Grazalema.
El arboreto Luis Ceballos de la Comunidad de Madrid se encuentra entre la fronda del monte Abantos, en su vertiente sureste, cerca de San Lorenzo de El Escorial. Alberga unas 250 especies de árboles y arbustos autóctonos de la península ibérica y de las islas Baleares. Debido a la relevancia de la muestra, desde el año 2009 este arboreto es miembro del Consejo Internacional de Museos - ICOM España como colección viva de especies forestales. Está ubicado en un frondoso pinar que fue una repoblación forestal realizada como prácticas por los alumnos de la escuela de ingenieros de montes, a finales del siglo XIX, cuando esta estaba situada junto al Monasterio de El Escorial, y declarada Paraje Pintoresco en 1961. El arboreto organiza talleres, visitas temáticas, ocio de familias y sendas por los alrededores, de manera gratuita, solicitando cita previa.

## Arte
El término «arboretum» también se refiere al género de arte del mismo nombre. Este se refiere a pinturas de árboles, fotografías e incluso collages usando hojas y ramitas, etcétera.

## Lista de arboretos notables
| Nombre                                       | Lugar                             | Creación | Extensión | Especies | Notas                                                               |
| África                                       | África                            | África   | África    | África   | África                                                              |
| -------------------------------------------- | --------------------------------- | -------- | --------- | -------- | ------------------------------------------------------------------- |
| Arboreto de Nairobi                          | Nairobi, Nairobi                  | 1932     | 30 ha     | 450      |                                                                     |
| Arboretum del Oued Cherrate                  | Bouznika, Rabat                   | 1947     |           |          |                                                                     |
| Arboretum Pierre Fabre de Ranopiso           | Anosy, Madagascar                 | 1994     | 2,2 ha    | 350      |                                                                     |
| América del Sur                              |                                   |          |           |          |                                                                     |
| Arboretum de la Universidad Austral de Chile | Valdivia, Valdivia                | 1971     | 62 ha     | 5000     |                                                                     |
| Arboretum Lussich                            | Punta Ballena, Maldonado          | 1896     | 192 ha    | 460      | La colección incluye 400 exóticas y 60 nativas                      |
| América del Norte                            |                                   |          |           |          |                                                                     |
| Arboreto de la Universidad de Alabama        | Tuscaloosa, Alabama               |          | 26 ha     | 250      |                                                                     |
| Arboreto de la Universidad de Troy           | Troy, Alabama                     |          | 30 ha     | 300      |                                                                     |
| Arboretum de la Catedral de Cristo           | Garden Grove, California          | 1961     | 0.207 ha  |          | Actualmente funciona como iglesia católica de la diócesis de Orange |
| Donald E. Davis Arboretum                    | Auburn, Alabama                   | 1963     | 5,5 ha    | 500      |                                                                     |
| Hoyt Arboretum                               | Portland, Oregón                  | 1922     | 76 ha     | 2426     |                                                                     |
| Morris Arboretum                             | Filadelfia, Pensilvania           | 1978     | 37 ha     | 2500     |                                                                     |
| América Central                              |                                   |          |           |          |                                                                     |
| Arboretum Dr. Juan B. Salas Estrada          | Managua, Managua                  | 1991     |           | 200      |                                                                     |
| Asia                                         |                                   |          |           |          |                                                                     |
| Arboreto de Hattori Ryokuchi                 | Toyonaka, Osaka                   | 1928     |           |          |                                                                     |
| Arboreto de Hongneung                        | Seúl, Seúl                        | 1922     |           | 2000     |                                                                     |
| Arboreto de Mardakan                         | Mardakan, Bakú                    | 1926     | 12 ha     | 1800     |                                                                     |
| Arboreto municipal de Kobe                   | Kōbe, Hyogo                       | 1940     | 142,6 ha  | 1200     |                                                                     |
| Arboreto nacional de Corea                   | Soheul-Eup, Gyeonggi              | 1999     |           | 3344     |                                                                     |
| Arboretum nacional Ilanot                    | Región del Sharon, Israel         | 2014     |           |          |                                                                     |
| Aritaki Arboretum                            | Koshigaya, Saitama                | 2010     | 0,72 ha   |          |                                                                     |
| Europa                                       |                                   |          |           |          |                                                                     |
| Arboreto Burgholz                            | Wuppertal, Nordrhein-Westfalen    | 1900     | 250 ha    | 130      |                                                                     |
| Arboreto de Arco                             | Arco, Trentino                    | 1872     | 1 ha      | 150      |                                                                     |
| Arboreto de Batsford                         | Batsford, Gloucestershire         | 1886     | 22 ha     |          |                                                                     |
| Arboreto de Friburgo-Günterstal              | Friburgo, Baden-Württemberg       | 1896     | 100 ha    | 1300     |                                                                     |
| Arboreto de Habichtsborn                     | Staufenberg, Baja Sajonia         |          |           | 150      |                                                                     |
| Arboreto de Kórnik                           | Kórnik, Poznan                    |          | 40 ha     | 3300     | El más grande y antiguo de Polonia                                  |
| Arboreto de Lincoln                          | Lincoln, Lincolnshire             | 1872     | 8,8 ha    |          |                                                                     |
| Arboreto de Overland                         | Øverland, Norges                  | 1957     | 70 ha     | 100      |                                                                     |
| Arboreto Main-Taunus                         | Eschborn, Hesse                   | 1981     | 76 ha     | 600      |                                                                     |
| Arboreto de Pézanin                          | Dompierre-les-Ormes, Borgoña      | 1903     |           | 450      |                                                                     |
| Arboreto de Rogaland                         | Sandnes, Rogaland                 | 1972     | 5,6 ha    | 1400     |                                                                     |
| Arboreto Ellerhoop-Thiensen                  | Ellerhoop, Schleswig-Holstein     | 1943     | 17 ha     |          |                                                                     |
| Arboreto Lohbrügge                           | Lohbrügge, Hamburg                | 1965     | 10 ha     | 1570     |                                                                     |
| Arboreto Pascul                              | Tarcento, Údine                   | 1953     |           | 75       |                                                                     |
| Arboretos de Vallombrosa                     | Revello, Florencia                | 1869     | 12 ha     | 1200     | Conjunto de 7 arboretos                                             |
| Arboreto de Tervuren                         | Tervuren, Bruselas                | 1902     |           | 465      |                                                                     |
| Arboreto Wespelaar                           | Wespelaar, Haacht                 | 1984     | 20 ha     | 2000     |                                                                     |
| Arboreto Winkworth                           | Godalming, Surrey                 | 1952     | 39 ha     | 1000     |                                                                     |
| Arboreto y jardín botánico de Sajalín        | Sakhalinsk, Sajalín               | 1966     |           |          |                                                                     |
| Arboreto Vrahovice                           | Vrahovice, Región de Olomouc      | 2010     |           |          |                                                                     |
| Arboretum Bad Grund                          | Bad Grund, Baja Sajonia           | 1971     | 120 ha    | 600      |                                                                     |
| Arboretum Kalmthout                          | Kalmthout, Provincia de Amberes   | 1857     |           |          |                                                                     |
| Arboretum Lehmkuhlen                         | Lehmkuhlen, Schleswig-Holstein    | 1928     | 50 ha     | 1500     |                                                                     |
| Arboretum Park Härle                         | Bonn, Renania del Norte-Westfalia | 1870     | 4,7 ha    | 800      |                                                                     |
| Arboretum Robert Lenoir                      | Rendeux, Provincia de Luxemburgo  | 1937     | 27 ha     | 3000     |                                                                     |
| Arboretum Wirty                              | Wirty, Pomorskie                  | 1875     | 33,61 ha  | 450      |                                                                     |
| Arboretum Von Gimborn                        | Doorn, Utrecht                    | 1924     | 27 ha     |          |                                                                     |
| Arboretum Alnarpsparken                      | Lund, Malmö                       | 1932     | 3,2 ha    |          |                                                                     |
| Arboretum de Derby                           | Derby, East Midlands              | 1840     |           |          |                                                                     |
| Arborétum Mlyňany                            | Slepčany, Nitra                   | 1892     | 25 ha     | 2000     |                                                                     |
| Arboretum Norr                               | Baggböle, Vestrobotnia            | 1975     | 8 ha      | 280      |                                                                     |
| Dropmore Park                                | Burnham, Buckinghamshire          | 1790     | 89 ha     | 200      |                                                                     |
| Landesarboretum Baden-Württemberg            | Stuttgart, Baden-Württemberg      | 1793     | 16,5 ha   | 2450     |                                                                     |
| Pinetum nacional de Bedgebury                | Bedgebury, Kent                   | 1924     | 130 ha    | 56       | Arboreto exclusivo de coníferas                                     |
| Späth-Arboretum                              | Berlín, Berlín                    | 1879     | 3,5 ha    | 4500     |                                                                     |
| Westonbirt Arboretum                         | Tetbury, Gloucester               | 1829     | 240 ha    | 2500     | El más grande de Inglaterra                                         |
| Oceanía                                      |                                   |          |           |          |                                                                     |
| Currency Creek Arboretum                     | Adelaida, South Australia         | 1992     | 32 ha     | 1000     |                                                                     |